# تپه قلعه (ضیاآباد)
تپه قلعه (ضیا آباد) مربوط به دوره ساسانیان است و در شهرستان زنجان، بخش مرکزی، روستای ضیاآباد واقع شده و این اثر در تاریخ ۱۴ مرداد ۱۳۸۲ با شمارهٔ ثبت ۹۴۶۵ به‌عنوان یکی از آثار ملی ایران به ثبت رسیده است.از این محل در در دهه 1380 شمسی یک خمره کشف شد که در رختشویخانه زنجان از آن نگهداری می شود. 